# Die Zeugen
Die Zeugen (Originaltitel: Les Témoins) ist eine französische Fernsehserie, welche am 18. März 2015 ihre Premiere beim französischen Fernsehsender France 2 feierte.
Eine deutschsprachige Erstausstrahlung erfolgte ab dem 29. Juli 2015 auf RTL Crime.

## Inhalt
Die junge Polizistin Sandra Winckler untersucht zusammen mit ihrem Kollegen Justin einen mysteriösen Fall im französischen Küstenort Tréport, bei dem sechs Leichen von Mordopfern aus ihren Gräbern freigelegt wurden. Bei den Ermittlungen stoßen sie auf ein schreckliches Geheimnis.

## Produktion
Die beiden Serienschöpfer Hervé Hadmar und Marc Herpoux schrieben auch alle Drehbücher der ersten und zweiten Staffel. Lediglich beim Drehbuch zur allerersten Episode wurden sie von Dominique Montay unterstützt. Hervé Hadmar führte bei allen Episoden Regie.

## Figuren
- Thierry Lhermitte: Paul Maisonneuve
- Marie Dompnier: Lieutenant Sandra Winckler
- Laurent Lucas: Kaz Gorbier
- Jan Hammenecker: Justin
- Catherine Mouchet: Maxine „Max“ Dubreuil
- Roxane Duran: Laura
- Mehdi Nebbou: Éric
- Frédéric Bouraly: Philippe

## Synchronisation
Die Synchronisation wurde im Studio Hamburg Synchron produziert. Dialogbuch und Dialogregie teilten sich Celine Fontanges und Kira Uecker.
| Rolle            | Schauspieler       | Sprecher           |
| ---------------- | ------------------ | ------------------ |
| Paul Maisonneuve | Thierry Lhermitte  | Bernd Vollbrecht   |
| Sandra Winckler  | Marie Dompnier     | Jennifer Böttcher  |
| Justin           | Jan Hammenecker    | Achim Buch         |
| Eric             | Mehdi Nebbou       | Sascha Rotermund   |
| Fred             | Alexandre Carrière | Konstantin Graudus |
| Kaz Gorbier      | Laurent Lucas      | Stephan Benson     |
| Madame Gorbier   | Carine Bouquillon  | Traudel Sperber    |

## Veröffentlichung in Deutschland
Eine zwei DVD- bzw. Blu-ray-box zur Serie, unter dem Titel Witnesses – Die Zeugen, erschien am 4. September 2015 bei Studio-Hamburg-Enterprises.